# Vasili Úlrij
Vasili Vasílievich Úlrij (en ruso: Василий Васильевич Ульрих) fue un político, estadista y abogado soviético. Fue el Juez Decano durante el gobierno de Stalin. Nació en Riga el 13 de julio de 1889, falleciendo el 7 de mayo de 1951. En el ejercicio de su cargo, presidió buena parte de los mayores juicios de la Gran Purga de la Unión Soviética.

## Primeros años
Vasili Úlrij nació en Riga, actual Letonia, que en ese momento formaba parte del Imperio ruso. Su padre fue un revolucionario letón de ascendencia alemana, y su madre era una noble rusa. Debido a su abierta implicación en las actividades revolucionarias, la familia entera fue sentenciada a cinco años de exilio interno en la ciudad de Irkutsk, en Siberia.
En 1910, el joven Úlrij vuelve a su nativa Riga, y estudia en el Instituto Politécnico de Riga, graduándose de 1914. Con el inicio de la Primera Guerra Mundial, es enviado al frente como oficial.
Después de la Revolución de Octubre, Trotski le arregla la entrada en la Cheka. Por ello, Úlrij formó parte de buena parte de los tribunales militares, llamando la atención de Stalin, que aparentemente le gustaba el modo eficiente en el que ejercía sus funciones, así como su suave, algunas veces lacónico, estilo de informar las actuaciones en los tribunales.

## Carrera
En 1926, Úlrij se convirtió en el presidente del Colegio Militar de la Corte Suprema de la URSS. Una de sus atribuciones fue el juzgar las sentencias preestablecidas de la Gran Purga. Úlrij sentenció a Zinóviev, Kámenev, Bujarin, Tujachevski entre otros. Presenció buena parte de las ejecuciones. Durante la Segunda Guerra Mundial, Úlrij continuó emitiendo sentencias de personas acusadas de sabotaje y derrotismo. Fue el juez principal durante el Juicio de los dieciséis líderes del Estado secreto polaco y la Armia Krajowa en 1945, y los separatistas estonios. Después de terminada la guerra, Úlrij presidió buen número de los primeros juicios contra los Zhdanovistas. En 1948, cometió el error de deportar a Siberia a un grupo de campesinos ucranianos en lugar de sentenciarlos a muerte. Stalin le exigió la renuncia, siendo nombrado director la Academia Jurídico Militar del Ejército Rojo. Murió de un ataque al corazón el 7 de mayo de 1951, y fue enterrado en el Cementerio Novodévichi, en Moscú.

## Legado
Cuando se juzga la reputación de Vasili Úlrij como juez y hombre de leyes, es necesario tomar en cuenta la filosofía legal soviética. A diferencia de muchos países, en el que el juez sirve para buscar los hechos y defender un proceso imparcial, la ley criminal soviética autorizaba a la policía a funcionar como investigadores de los hechos y dejar presentar ante el juez los mismos para que éste emita un veredicto sobre la base de los hechos que han sido descubiertos antes del juicio.
El juez puede determinar el carácter secreto de los juicios, y tiene potestad en emitir veredictos sobre la base de pruebas clasificadas. La prioridad está puesta en el tiempo de resolución y eficiencia, que le permite dirigir el juicio completo, incluyendo el veredicto, en quince minutos. Úlrij frecuentemente utilizaba esta prerrogativa. La reputación de Úlrij fue puesta en duda por sus propios compatriotas.